# Yvonne Kelly
Yvonne Kelly (* um 1935) ist eine irische Badmintonspielerin. 

## Karriere
Yvonne Kelly erkämpfte sich 1956 ihre ersten Titel bei den nationalen irischen Meisterschaften. Zwei Jahre später siegte sie erstmals bei den Irish Open, 1963 bei den Scottish Open. Insgesamt gewann sie 25 nationale Titel und 10 Mal die Irish Open.

## Sportliche Erfolge
| Saison | Veranstaltung                 | Disziplin   | Platz | Name                              |
| ------ | ----------------------------- | ----------- | ----- | --------------------------------- |
| 1954   | Irland: Einzelmeisterschaften | Damendoppel | 1     | R. Gobson / Yvonne Kelly          |
| 1956   | Irland: Einzelmeisterschaften | Dameneinzel | 1     | Yvonne Kelly                      |
| 1957   | Irland: Einzelmeisterschaften | Damendoppel | 1     | Yvonne Kelly / Mary O’Sullivan    |
| 1957   | Irland: Einzelmeisterschaften | Dameneinzel | 1     | Yvonne Kelly                      |
| 1958   | Irland: Einzelmeisterschaften | Dameneinzel | 1     | Yvonne Kelly                      |
| 1958   | Irland: Einzelmeisterschaften | Damendoppel | 1     | Yvonne Kelly / Mary O’Sullivan    |
| 1958   | Irish Open                    | Dameneinzel | 1     | Yvonne Kelly                      |
| 1959   | Irland: Einzelmeisterschaften | Damendoppel | 1     | Yvonne Kelly / Mary O’Sullivan    |
| 1960   | Irland: Einzelmeisterschaften | Damendoppel | 1     | Yvonne Kelly / Mary O’Sullivan    |
| 1960   | Irish Open                    | Damendoppel | 1     | Yvonne Kelly / Mary O’Sullivan    |
| 1961   | Irland: Einzelmeisterschaften | Damendoppel | 1     | Yvonne Kelly / Mary O’Sullivan    |
| 1961   | Irland: Einzelmeisterschaften | Dameneinzel | 1     | Yvonne Kelly                      |
| 1962   | Irland: Einzelmeisterschaften | Mixed       | 1     | Cyril W. Wilkinson / Yvonne Kelly |
| 1962   | Irish Open                    | Damendoppel | 1     | Yvonne Kelly / Mary O’Sullivan    |
| 1963   | Scottish Open                 | Damendoppel | 1     | Mary O’Sullivan / Yvonne Kelly    |
| 1963   | Irland: Einzelmeisterschaften | Mixed       | 1     | C. W. Wilkinson / Yvonne Kelly    |
| 1963   | Irland: Einzelmeisterschaften | Damendoppel | 1     | Yvonne Kelly / Mary O’Sullivan    |
| 1965   | Irland: Einzelmeisterschaften | Dameneinzel | 1     | Yvonne Kelly                      |
| 1965   | Irland: Einzelmeisterschaften | Damendoppel | 1     | Yvonne Kelly / Mary Bryan         |
| 1966   | Irland: Einzelmeisterschaften | Mixed       | 1     | C. W. Wilkinson / Yvonne Kelly    |
| 1966   | Irish Open                    | Damendoppel | 1     | Yvonne Kelly / Mary Bryan         |
| 1966   | Irland: Einzelmeisterschaften | Damendoppel | 1     | Yvonne Kelly / Mary Bryan         |
| 1967   | Irland: Einzelmeisterschaften | Dameneinzel | 1     | Yvonne Kelly                      |
| 1967   | Irland: Einzelmeisterschaften | Mixed       | 1     | C. W. Wilkinson / Yvonne Kelly    |
| 1967   | Irland: Einzelmeisterschaften | Damendoppel | 1     | Yvonne Kelly / James B. Leslie    |
| 1968   | Irish Open                    | Damendoppel | 1     | Yvonne Kelly / Mary Bryan         |
| 1969   | Irland: Einzelmeisterschaften | Mixed       | 1     | C. W. Wilkinson / Yvonne Kelly    |
| 1970   | Irish Open                    | Damendoppel | 1     | Yvonne Kelly / Sue Peard          |
| 1970   | Irish Open                    | Dameneinzel | 1     | Yvonne Kelly                      |
| 1970   | Irland: Einzelmeisterschaften | Mixed       | 1     | C. W. Wilkinson / Yvonne Kelly    |
| 1971   | Irland: Einzelmeisterschaften | Mixed       | 1     | C. W. Wilkinson / Yvonne Kelly    |
| 1971   | Irland: Einzelmeisterschaften | Damendoppel | 1     | Yvonne Kelly / Mary Bryan         |
| 1972   | Irish Open                    | Damendoppel | 1     | Yvonne Kelly / Mary Bryan         |
| 1972   | Irish Open                    | Dameneinzel | 1     | Yvonne Kelly                      |
| 1972   | Irland: Einzelmeisterschaften | Damendoppel | 1     | Yvonne Kelly / Mary Bryan         |
| 1976   | Irish Open                    | Damendoppel | 1     | Yvonne Kelly / Barbara Beckett    |